# Nova Rosalândia
Nova Rosalândia é um município brasileiro do estado do Tocantins. Localiza-se a uma latitude 10º34'00" sul e a uma longitude 48º54'51" oeste, estando a uma altitude de 255 metros. Sua população estimada em 2022 era de 3.956 habitantes. Possui uma área de 490,295 km²